# Нововладимирское (Украина)
Нововладимирское (укр. Нововолодимирське; до 2025 года — Новонадеждино) — село, Новонадеждинский сельский совет, Лозовский район,
Харьковская область.
Код КОАТУУ — 6320684601. Население по переписи 2001 г. составляет 404 (194/210 м/ж) человека.
До 2020 года являлось административным центром Новонадеждинского сельского совета, в который, кроме того, входят сёла Богдановка, Морочино, Новотроицкое и Приволье.

## Географическое положение
Село Нововладимирское находится рядом с пересыхающим ручьем, одним из истоков реки Бритай.
На ручье созданы запруды.

## История
- 1855 — дата основания.
- 2025 — село переименовали с Новонадеждино на Нововладимирское.

## Экономика
- В селе есть молочно-товарная и овце-товарная фермы, машинно-тракторные мастерские.
- Несколько небольших песчаных карьеров.

## Культура
- Школа.
- Клуб.
- Стадион.

## Достопримечательности
- Братская могила советских воинов и жертв фашизма. 1942 г., 1943 г.
- Памятник воинам-односельчанам. 1941—1945 гг.